# Bobber

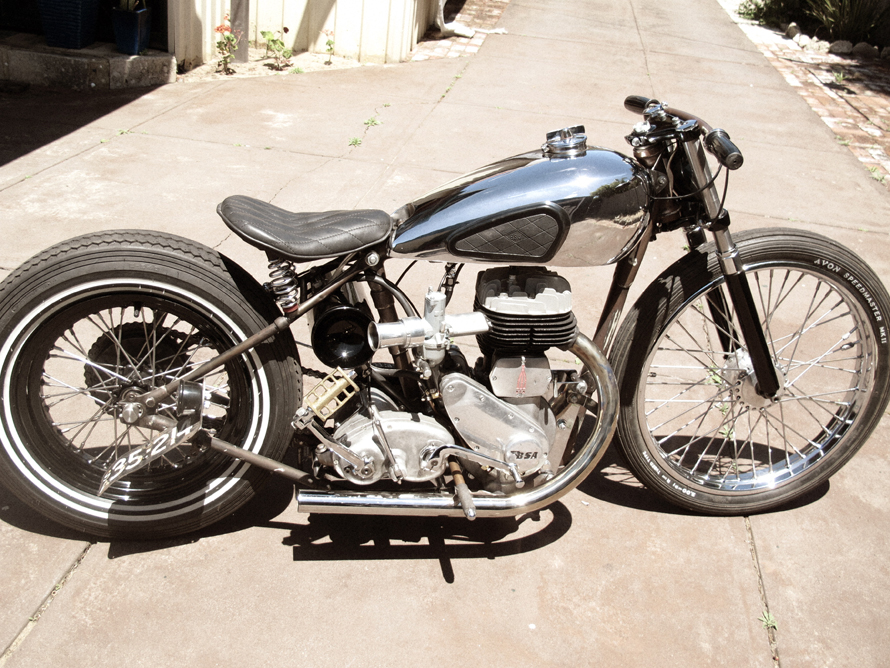
Bobber de marque BSA

Un bobber est une motocyclette custom dont toutes les parties qui ne contribuent pas à la vitesse et/ou la performance  ont été enlevées ou raccourcies (bobbed : c'est-à-dire coupée, raccourcie). Dans tous les cas le cadre reste de série, l'idée de base étant d'améliorer les performances des motos à moindre frais.

## Histoire
Le bobber a été la toute première forme de simplification et de dépouillement de moto personnalisée, faite maison par des individus ayant des compétences mécaniques. Ce style de moto personnalisée, qui a pris forme dans les années 1940 et les années 1950, est généralement imaginé par des militaires américains de retour de la Seconde Guerre mondiale sur des ex-motos militaires et inspiré par des motos européennes plus légères qu'ils avaient vues et avaient conduites. Quand les bobbers ont été d'abord créés, l'intention n'était pas d'imaginer un nouveau type de moto ou de sous-genre, l'idée était d'améliorer les performances des motos de façon aussi bon marché que possible.

## Description
Initialement un bobber n'était pas créé en usine même si aujourd'hui il y a beaucoup de sociétés qui créent de tels véhicules comme Harley-Davidson, Indian ou Triumph. Les bobbers sont le reflet de leurs propriétaires et sont souvent faits maison, créés dans un abri de jardin ou dans un garage derrière la maison, par des gens ordinaires.
Des styles hybrides sont apparus, comme le "bobber chopper" qui mélange le côté allégement du bobber et le côté modification du cadre du chopper, le "rétro-bobber", le "néo-bobber".

## Différence entre un bobber et un chopper
La différence principale entre un bobber et un chopper pourrait simplement être décrite comme :
- Bobber : les éléments sont enlevés et/ou réalisés plus court, il n'y a pas de modification majeure sur la moto et pas de modification de cadre.
- Chopper : les éléments sont modifiées et allongés (to chop : trancher (pour rallonger)), notamment au niveau du cadre et de la suspension (fourche…).
- Bobber-Chopper: mélange des deux styles avec le côté modification du chopper (par exemple cadre modifié avec passage en cadre rigide à l'arrière) et avec le côté bobber.